# Гушо, Аднан
Аднан Гушо (босн. Adnan Gušo; 4 октября 1975, Сараево) — боснийский футбольный вратарь, завершивший игровую карьеру. Выступал за сборную Боснии и Герцеговины, за которую провёл 17 матчей.
Осенью 2001 года играл в московском «Спартаке», в Премьер-лиге не сыграл ни одного матча, за дубль провёл 4 игры.
Последним клубом стал клуб «Железничар» из Сараево.

## Достижения
- Чемпион Боснии и Герцеговины: 2012, 2013